# Hydrodictyon
Hydrodictyon es un género de algas verdes de la familia Hydrodictyaceae, conocidas como redes de agua.

## Descripción
Forma cenobios que pueden llegar a una longitud de 20 cm, compuestos de células multinucleadas cilíndricas de hasta 1 cm de longitud, unidas en los extremos. Puede reproducirse de forma asexual mediante zoosporas biflageladas, o de forma sexual mediante gametos isógamos, uninucleados y biflagelados.

## Distribución
Se encuentra en agua dulce, en todos los continentes excepto la Antártida, en climas tropicales y templados.

## Galería

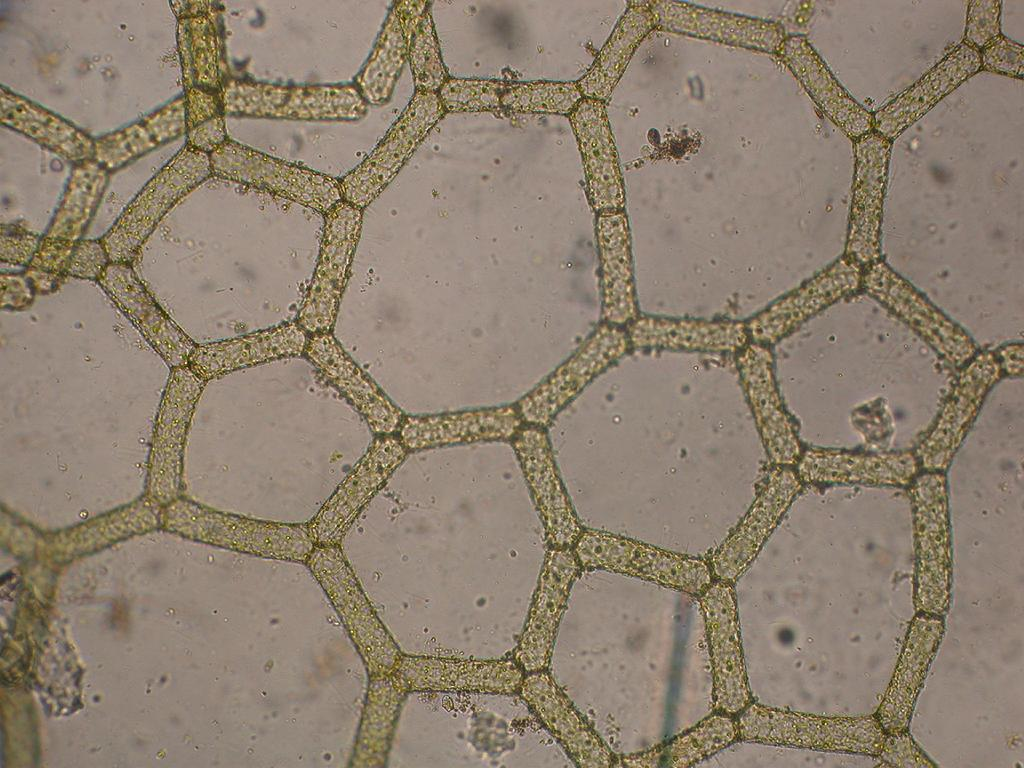
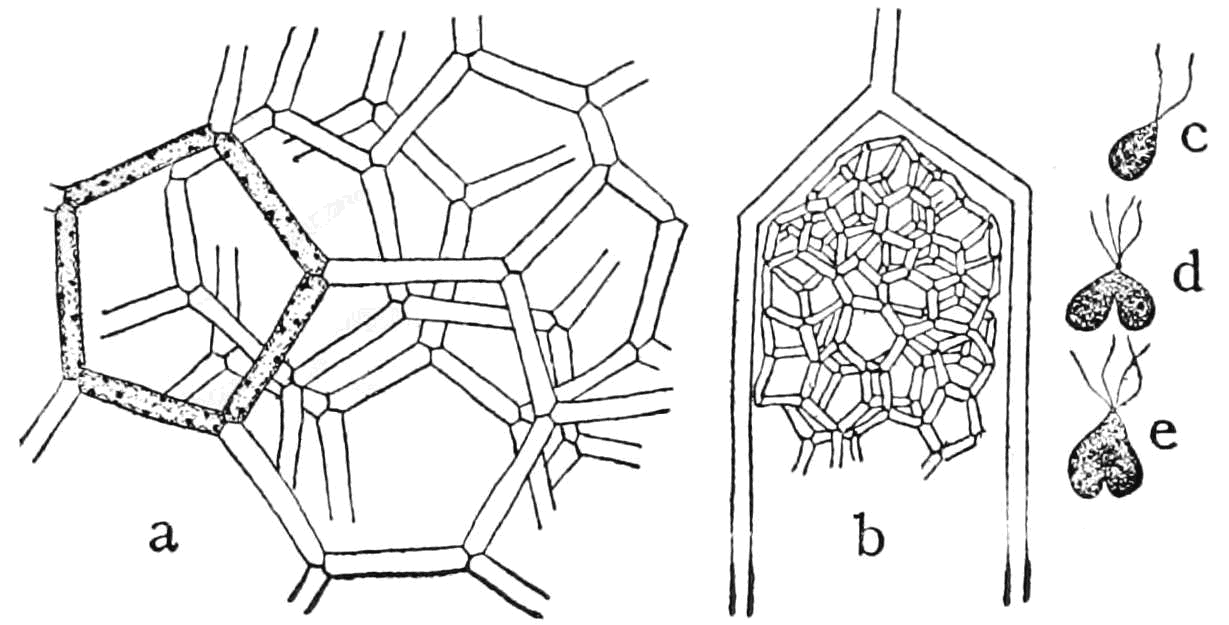